# POCCC
POCCC é uma sigla utilizada em administração que representa as cinco funções do administrador definidas por Jules Henri Fayol:
- Planejar - Atividade de estabelecer, metas, objetivos e resultados para o futuro. Envolve prever, decidir antecipadamente, elaborar alternativas e definir métodos de trabalho para que se alcancem os resultados esperados.     
- Organizar - Definir como utilizar os recursos e a estruturar a organização, elaborando seu organograma, de forma que possa alcançar seus objetivos.
- Controlar - Acompanhar as atividades de forma a verificar se os planos estão sendo executados adequadamente.
- Coordenar - Estabelecer prioridades e a sequência das atividades.
- Comandar - Dirigir e Liderar pessoas.